# Vedknotterlav
Vedknotterlav (Trapeliopsis flexuosa) är en lavart som först beskrevs av Elias Fries, och fick sitt nu gällande namn av Coppins & P. James. Vedknotterlav ingår i släktet Trapeliopsis och familjen Trapeliaceae.  Arten är reproducerande i Sverige. Inga underarter finns listade i Catalogue of Life.

## Källor

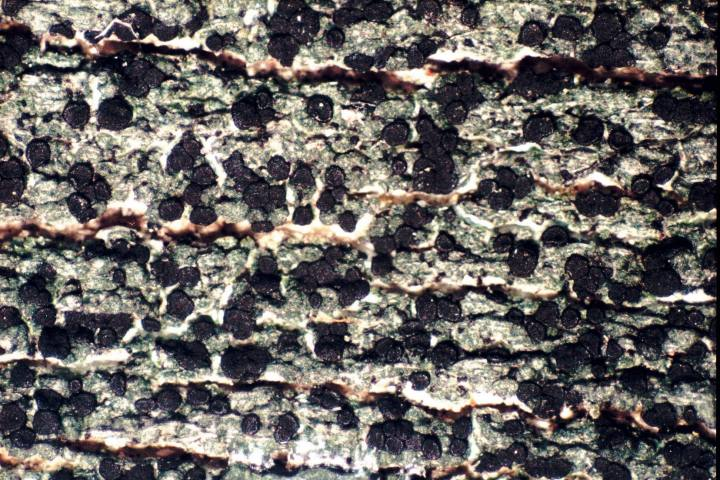
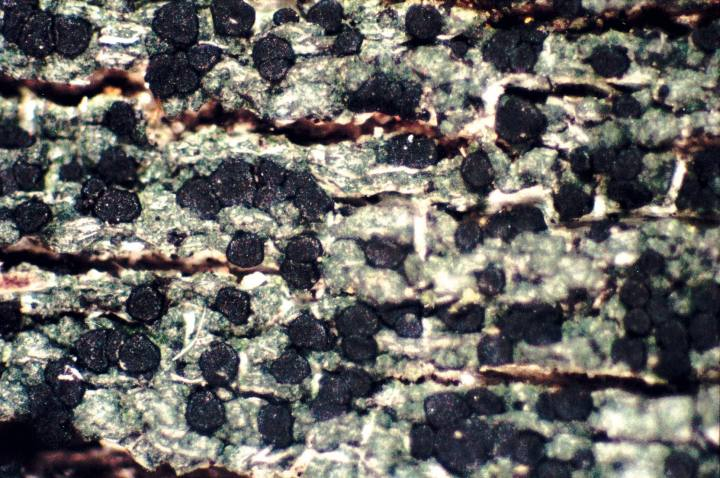
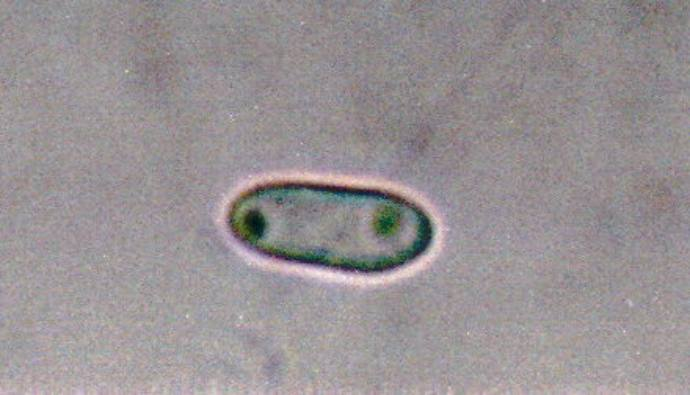
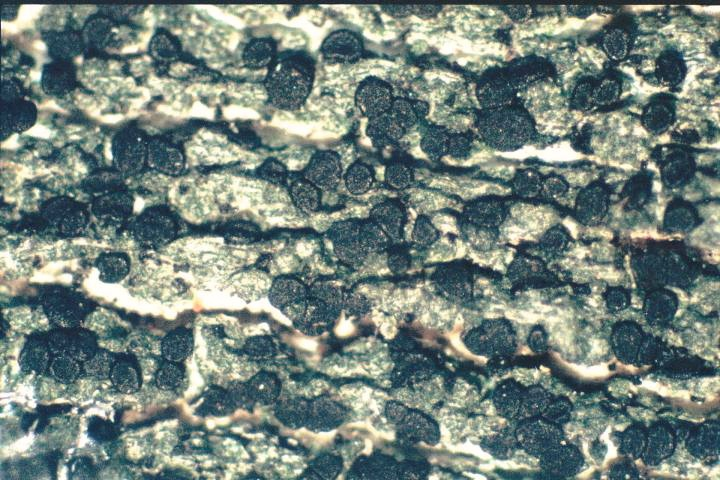